# Mandy Moore (coreógrafa)
Mandy Moore (St. Louis, 28 de março de 1976) é uma coreógrafa estadunidense, mais conhecida por seu trabalho So You Think You Can Dance, entre a terceira e décima terceira temporada. Moore foi indicada para o Emmy Awards em quatro ocasiões. Ela também participou das versões do reality show no Canadá, Holanda, Reino Unido e Ucrânia.